# Elisabeth Castonier
Elisabeth Castonier (née le 6 mars 1894 - morte le 24 septembre 1975) est une écrivaine allemande.

## Biographie
Castonier est la fille du peintre Felix Borchardt. Elle passe son enfance à Dresde jusqu'à ce que sa famille déménage à Paris.
En 1912, elle déménage à Berlin. En 1923, elle épouse le chanteur Paul Castonier, avec qui elle divorcera plus tard.
Castonier écrit des satires pour l'hebdomadaire Die Ente. Elle s'exile à Vienne (Autriche) lors de l'arrivée des Nazis au pouvoir. Après l'Anschluss en 1938, elle déménage à nouveau, d'abord en Italie, puis au Danemark et, enfin, à Londres. Elle y écrit de la littérature d'enfance et de jeunesse et est également correspondante pour News Chronicle, New Statesman, Pariser Tageszeitung et Wiener Tagblatt.

## Œuvre
- (de) Frau, Knecht, Magd, 1932
- (en) Eternal Front, Londres, James Clarke and Co. 1942
- (de) Stürmisch bis heiter. Memoiren einer Außenseiterin, 1964